# Campeonato Mundial de Sóftbol Masculino de 2019
El Campeonato Mundial de Sóftbol Masculino de 2019 fue la décima edición del torneo de sóftbol masculino a nivel mundial, fue organizado por vez primera en Europa, en las ciudades checas de Praga y Havlíčkův Brod, bajo el auspicio de la Confederación Mundial de Béisbol y Sóftbol. Anteriormente, solo se había disputado un torneo de sóftbol internacional en Europa: el Campeonato Mundial de Sóftbol Femenino Sub-19 de 2007.

## Participantes
Dieciséis selecciones clasificaron al torneo:
| Competición                                          | Sede          | Cupos | Clasificados                                     |
| ---------------------------------------------------- | ------------- | ----- | ------------------------------------------------ |
| País anfitrión                                       | Lausana       | 1     | República Checa                                  |
| Campeonato Panamericano de Sóftbol Masculino de 2017 | Santo Domingo | 5     | Venezuela Argentina Estados Unidos México Canadá |
| Campeonato Asiático de Sóftbol Masculino de 2018     |               | 3     | Japón Filipinas Singapur                         |
| Campeonato Europeo de Sóftbol Masculino de 2018      |               | 2     | Países Bajos Dinamarca                           |
| Campeonato de Oceanía de Sóftbol Masculino de 2018   |               | 2     | Australia Nueva Zelanda                          |
| Campeonato Africano de Sóftbol Masculino de 2018     |               | 2     | Botsuana Sudáfrica                               |
| Invitaciones                                         | Lausana       | 1     | Cuba                                             |
| TOTAL                                                | TOTAL         | 16    |                                                  |

## Emparejamiento
| Grupo A         | Ranking | 2017 | Grupo B        | Ranking | 2017 |
| --------------- | ------- | ---- | -------------- | ------- | ---- |
| Nueva Zelanda   | 1       | 1    | Canadá         | 2       | 2    |
| Japón           | 3       | 3    | Australia      | 4       | 4    |
| Argentina       | 5       | 5    | Estados Unidos | 6       | 6    |
| República Checa | 7       | 7    | Venezuela      | 8       | 8    |
| México          | 9       | 9    | Dinamarca      | 11      | 11   |
| Botshuana       | 13      | 13   | Sudáfrica      | 12      | 12   |
| Filipinas       | 17      | 17   | Países Bajos   | 19      | 19   |
| Cuba            | 24      | 24   | Singapur       | 22      | 22   |

## Formato
Las 16 selecciones fueron divididos en dos grupos de ocho equipos cada uno, para disputar un sistema de todos contra todos.
Para la segunda ronda los cuatro mejores de cada grupo clasifican a la Ronda de campeonato; y los cuatro peores clasifican a la Ronda de consolación.
En todos los partidos se aplicará la regla de piedad, identificada bajo la terminología de la WBSC como regla de carreras de ventaja. La misma terminará un partido con 20 o más carreras de diferencia con tres entradas completas, 15 carreras para cuatro entradas, y 7 carreras para 5 entradas.
Para el desempate entre dos equipos se usará el resultado directo entre ellos, y para tres equipos o más se usará la diferencia conocida como TQB (Team Quality Balance) entre los equipos involucrados.

## Ronda de apertura
| Leyenda                            |
| ---------------------------------- |
| Avanzan a la ronda de campeonato   |
| Disputan la ronda de consolidación |

### Grupo A
| Equipo          | G | P | AV    | Dif | CA | CP | Des.* |
| --------------- | - | - | ----- | --- | -- | -- | ----- |
| Nueva Zelanda   | 2 | 1 | 0.000 | 0   | 0  | 0  | 0     |
| Japón           | 3 | 0 | 0.000 | 0   | 0  | 0  | 0     |
| Argentina       | 2 | 1 | 0.000 | 0   | 0  | 0  | 0     |
| República Checa | 1 | 2 | 0.000 | 0   | 0  | 0  | 0     |
| México          | 1 | 3 | 0.000 | 0   | 0  | 0  | 0     |
| Botsuana        | 1 | 2 | 0.000 | 0   | 0  | 0  | 0     |
| Filipinas       | 0 | 3 | 0.000 | 0   | 0  | 0  | 0     |
| Cuba            | 3 | 1 | 0.000 | 0   | 0  | 0  | 0     |

| Fecha       | Juego | Hora  | Estadio          | Visitante       | Resultado | Local           |
| ----------- | ----- | ----- | ---------------- | --------------- | --------- | --------------- |
| 13 de junio | 1     | 19:30 | Svoboda Ballpark | Nueva Zelanda   | 9-0       | República Checa |
| 14 de junio | 4     | 13:30 | Hippos Arena     | Filipinas       | 2-11      | Cuba            |
| 14 de junio | 6     | 16:30 | Hippos Arena     | Argentina       | 9-0       | Botsuana        |
| 14 de junio | 8     | 19:30 | Hippos Arena     | México          | 1-2       | Japón           |
| 15 de junio | 9     | 10:30 | Svoboda Ballpark | Botsuana        | 3-0       | Filipinas       |
| 15 de junio | 11    | 13:30 | Svoboda Ballpark | Japón           | 8-4       | Argentina       |
| 15 de junio | 13    | 16:30 | Svoboda Ballpark | Cuba            | 0-2       | Nueva Zelanda   |
| 15 de junio | 15    | 19.30 | Svoboda Ballpark | México          | 2-3       | República Checa |
| 16 de junio | 18    | 10:30 | Hippos Arena     | Cuba            | 6-0       | Botsuana        |
| 16 de junio | 20    | 13:00 | Hippos Arena     | Argentina       | 15-0      | Filipinas       |
| 16 de junio | 22    | 16:00 | Hippos Arena     | Nueva Zelanda   | 4-5       | México          |
| 16 de junio | 24    | 19:00 | Hippos Arena     | República Checa | 3-4       | Japón           |
| 17 de junio | 25    | 10:30 | Svoboda Ballpark | México          | 2-7       | Cuba            |
| 17 de junio | 27    | 13:30 | Svoboda Ballpark | Botsuana        | 0-7       | Nueva Zelanda   |
| 17 de junio | 29    | 16:30 | Svoboda Ballpark | Filipinas       | 0-10      | Japón           |
| 17 de junio | 31    | 19:30 | Svoboda Ballpark | República Checa | 3-6       | Argentina       |
| 18 de junio | 34    | 10:30 | Hippos Arena     | Botsuana        | 3-5       | México          |
| 18 de junio | 36    | 13:30 | Hippos Arena     | Cuba            | 2-3       | Argentina       |
| 18 de junio | 38    | 16:30 | Hippos Arena     | Nueva Zelanda   | 1-5       | Japón           |
| 18 de junio | 40    | 19:30 | Hippos Arena     | República Checa | 4-1       | Filipinas       |
| 19 de junio | 41    | 10:30 | Svoboda Ballpark | Japón           | 2-0       | Cuba            |
| 19 de junio | 43    | 13:30 | Svoboda Ballpark | Filipinas       | 0-15      | Nueva Zelanda   |
| 19 de junio | 45    | 16:30 | Svoboda Ballpark | México          | 1-11      | Argentina       |
| 19 de junio | 47    | 19:30 | Svoboda Ballpark | Botsuana        | 4-2       | República Checa |
| 20 de junio | 36    | 13:30 | Hippos Arena     | Nueva Zelanda   | 4-6       | Argentina       |

### Grupo B
| Equipo         | G | P | AV    | Dif | CA | CP | Des.* |
| -------------- | - | - | ----- | --- | -- | -- | ----- |
| Canadá         | 3 | 0 | 0.000 | 0   | 0  | 0  | 0     |
| Australia      | 2 | 1 | 0.000 | 0   | 0  | 0  | 0     |
| Estados Unidos | 2 | 1 | 0.000 | 0   | 0  | 0  | 0     |
| Venezuela      | 3 | 0 | 0.000 | 0   | 0  | 0  | 0     |
| Dinamarca      | 1 | 2 | 0.000 | 0   | 0  | 0  | 0     |
| Sudáfrica      | 0 | 3 | 0.000 | 0   | 0  | 0  | 0     |
| Países Bajos   | 1 | 2 | 0.000 | 0   | 0  | 0  | 0     |
| Singapur       | 0 | 3 | 0.000 | 0   | 0  | 0  | 0     |

| Fecha       | Juego | Hora  | Estadio          | Visitante      | Resultado | Local          |
| ----------- | ----- | ----- | ---------------- | -------------- | --------- | -------------- |
| 14 de junio | 2     | 10:30 | Svoboda Ballpark | Sudáfrica      | 0-1       | Venezuela      |
| 14 de junio | 3     | 13:30 | Svoboda Ballpark | Dinamarca      | 0-7       | Canadá         |
| 14 de junio | 5     | 16:30 | Svoboda Ballpark | Singapur       | 0-10      | Australia      |
| 14 de junio | 7     | 19:30 | Svoboda Ballpark | Países Bajos   | 3-5       | Estados Unidos |
| 15 de junio | 10    | 10:30 | Hippos Arena     | Sudáfrica      | 0-7       | Dinamarca      |
| 15 de junio | 12    | 13:30 | Hippos Arena     | Singapur       | 0-10      | Venezuela      |
| 15 de junio | 14    | 16:30 | Hippos Arena     | Canadá         | 12-0      | Países Bajos   |
| 15 de junio | 16    | 19:30 | Hippos Arena     | Estados Unidos | 0-1       | Australia      |
| 16 de junio | 17    | 10:30 | Svoboda Ballpark | Singapur       | 0-13      | Países Bajos   |
| 16 de junio | 19    | 13:30 | Svoboda Ballpark | Venezuela      | 1-0       | Dinamarca      |
| 16 de junio | 21    | 16:30 | Svoboda Ballpark | Estados Unidos | 8-1       | Sudáfrica      |
| 16 de junio | 23    | 19:30 | Svoboda Ballpark | Australia      | 1-4       | Canadá         |
| 17 de junio | 26    | 10:30 | Hippos Arena     | Sudáfrica      | 3-4       | Singapur       |
| 17 de junio | 28    | 13:30 | Hippos Arena     | Países Bajos   | 1-9       | Venezuela      |
| 17 de junio | 30    | 16:30 | Hippos Arena     | Dinamarca      | 3-5       | Australia      |
| 17 de junio | 32    | 19:30 | Hippos Arena     | Estados Unidos | 1-4       | Canadá         |
| 18 de junio | 33    | 10:30 | Svoboda Ballpark | Australia      | 11-0      | Sudáfrica      |
| 18 de junio | 35    | 13:30 | Svoboda Ballpark | Venezuela      | 1-2       | Canadá         |
| 18 de junio | 37    | 16:30 | Svoboda Ballpark | Singapur       | 0-7       | Estados Unidos |
| 18 de junio | 39    | 19:30 | Svoboda Ballpark | Países Bajos   | 1-8       | Dinamarca      |
| 19 de junio | 42    | 10:30 | Hippos Arena     | Australia      | 5-3       | Venezuela      |
| 19 de junio | 44    | 13:30 | Hippos Arena     | Canadá         | 8-0       | Singapur       |
| 19 de junio | 46    | 16:30 | Hippos Arena     | Dinmarca       | 4-12      | Estados Unidos |
| 19 de junio | 48    | 19:30 | Hippos Arena     | Sudáfrica      | 7-0       | Países Bajos   |

## Posiciones finales
La tabla muestra la posición final de los equipos, y la cantidad de puntos que sumaran al ranking WBSC de sóftbol masculino.
| Pos | Equipo          | Ranking |
| --- | --------------- | ------- |
|     | Argentina       | 1150    |
|     | Japón           | 940     |
|     | Canadá          | 880     |
| 4   | Nueva Zelanda   | 820     |
| 5   | Estados Unidos  | 760     |
| 6   | Venezuela       | 700     |
| 7   | Australia       | 640     |
| 8   | República Checa | 580     |
| 9   | Dinamarca       | 520     |
| 10  | Cuba            | 460     |
| 11  | México          | 400     |
| 12  | Sudáfrica       | 340     |
| 13  | Países Bajos    | 280     |
| 14  | Botsuana        | 220     |
| 15  | Singapur        | 160     |
| 16  | Filipinas       | 100     |